# Hartwick Seminary
Hartwick Seminary es un lugar designado por el censo ubicado en el condado de Otsego en el estado estadounidense de Nueva York. En el Censo de 2020 tenía una población de 356 habitantes y una densidad poblacional de 70,08 habitantes por km². Fue incluido como CDP en el censo de 2020.

## Geografía
Hartwick Seminary se encuentra ubicado en las coordenadas 42°38′35″N 74°57′56″O / 42.64306, -74.96556. Según la Oficina del Censo de los Estados Unidos,  tiene una superficie total de 5,08 km², todos correspondientes a tierra firme.